# Он сказал, она сказала
«Он сказал, она сказала» — мелодрама, комедия режиссёров Кена Кваписа и Марисы Силвер. Сюжет повествует о знакомстве двух журналистов газеты Baltimore Sun, переросшем в служебный роман. Квапис и Силвер режиссировали две половины картины, взгляд на события главных героев Дэна и Лори соответственно. Картина была снята в Балтиморе в 1990 году. На экраны вышла в 1991 году. Мелодрама разочаровала критиков, получив весьма негативные отзывы.

## Сюжет
Картина открывается сценой прямого эфира в одной из телевизионных студий Балтимора. Ведущая Лори Брайер, повздорив со своим партнёром по телешоу Дэном Хэнсоном, бросает ему в голову кофейную кружку. Руководство и сотрудники телеканала в полнейшем смятении, близком к панике — следствия инцидента непредсказуемы…
События возвращают зрителя на некоторое время назад. Дэн Хэнсон и Лори Брайер — молодые журналисты Baltimore Sun. Первый вёл колонку некрологов, вторая — раздел о помолвках и свадьбах. Штатный колумнист газеты ушёл на пенсию, и главный редактор так и не решил, кому отдать раздел о насущных проблемах города. Тогда он принял «соломоново решение»: вести им колонку вдвоём, разделив её на «мужскую» и «женскую» половины. Затея неожиданно имеет успех у подписчиков, и вскоре киногеничную, эксцентричную пару приглашают на телевидение. Вдвоём они должны вести на местном телевидении передачу «He said, she said» (Он сказал, она сказала). Остроумные перепалки ведущих на темы насущных проблем города привлекают к передаче широкую аудиторию. Деловые отношения постепенно перетекают в пылкий служебный роман.
Однако, Дэн и Лори — совершенно разные люди. Он — консерватор, она — либерал. Он — жизнерадостный и развязный, поддерживает репутацию бабника. Лори больше волнуют земные проблемы, она сфокусирована на карьере. Поначалу отношения развиваются более или менее «нормально», и дело доходит даже до знакомства с родителями Лори. Но Дэн опасается обязательств и начинает сомневаться в правильности принятого решения. К тому же, роману мешает бывшая девушка Дэна Линда, пытающаяся восстановить разорванные отношения… Перед очередным эфиром между влюблёнными возникает размолвка на почве ревности. Популярное шоу под угрозой, и продюсер просит пару помириться. Дэн и Лори, переосмыслив свои ошибки, пытаются пойти навстречу друг другу и, в итоге, находят выход из этой ситуации.
Всё заканчивается благополучно.

## В ролях
- Кевин Бейкон — Дэн Хэнсон
- Элизабет Перкинс — Лори Брайер
- Шэрон Стоун — Линда Метцгер
- Нейтан Лейн — Уолли Турман
- Энтони Лапалья — Марк
- Стэнли Андерсон — мистер Уэллер
- Шарлейн Вудард — Синди
- Дантон Стоун — Эрик
- Эрика Александер — Рита
- Эшли Гарднер — Сюзан

## Создание
Необычная идея для сценария возникла у Брайана Хохфелда в результате наблюдения за романом и взаимоотношениями его друзей Кена Кваписа и Марисы Силвер, которые и стали режиссёрами будущей картины. Съёмки провелись в течение 10 недель в начале 1990 года в Балтиморе. На выбор места действия повлияло то, что Балтимор у многих ведущих режиссёров считался наилучшим естественным фоном для фильма о большом американском городе. Местная продюсерская компания «Maryland Film» регулярно получала самые высокие профессиональные оценки от ведущих специалистов. Несколько популярных фильмов Барри Левинсона и Джона Уотерса («Забегаловка», «Лак для волос» и недавний хит «Человек дождя») были сняты именно в Балтиморе.
Название картине придумала Мариса Силвер. «He said, she said» — широко используемый в англоязычной речи и литературе фразеологизм. Популярность он приобрел ещё в 1948 году после сингла «He sez, She Sez» Мэрион Хаттон. Его нередко используют в юмористическом контексте, связывая с известной шуткой: «если мужчина/женщина говорит что-то, то на самом деле это означает…». Как отмечал сценарист Брайан Холфелд, фраза была у всех на устах в 1990 году после громких судебных слушаний дела Аниты Хилл и Кларенса Томаса (en).
Мировая премьера картины состоялась 22 февраля 1991 года в Балтиморе в кинотеатре Senator. После съёмок картины режиссёры картины Силвер и Квапис поженились.

## Построение
Первая половина картины излагает взгляд на события Дэна, вторая — Лори. Режиссёром первой половины был Кен Квапис, второй — Мариса Силвер. Картина рассказывает не о бизнесе или журналистике, а, скорее, о взаимоотношении полов. Всё сюжетное построение картины является таким же биполярным, как и название в титрах картины: «He said» строгим компьютерным шрифтом, «She said» рукописным шрифтом. Подобное сюжетное построение критик Оуэн Глиберман назвал фатальной ошибкой создателей: «Когда действие переключается на точку зрения Лори, оказывается, что мы должны смотреть всю эту чёртову историю снова», — заметил он. «Шутка, рассказанная дважды, не становится смешнее», — вторит ему Джанет Маслин (NY Times).

## Критика
Картина получила преимущественно негативные отзывы критики. Замысел показался специалистам намного интереснее конечного результата. Попытка выйти за рамки мелодраматических клише вышла безуспешной. Фильм называли «„ Расёмоном“ для яппи». В качестве основного недостатка аналитики называли то, что сценарист картины — явный новичок. Питер Треверс отметил крайне неубедительное изображение взаимоотношений в стиле пикировок Трейси и Хепбёрн. Режиссуру и комедийную составляющую критик оценил как «очень слабые». Роджер Эберт, отметив недоработанный сценарий и режущие слух диалоги, образно заметил, что картина не развивает интеллект аудитории, и ей определенно требуется «переливание IQ».
Приём повествования с попыткой показать то, насколько наблюдатель зависим от своего мироощущения, оказался не нов. Замысел фильма сравнивали с «Гражданином Кейном», «Экстази», «Хилари и Джеки». В этих картинах с разными вариациями повествуется об «одной и той же истории с разных точек зрения». В противоположность философской картине Куросавы «Расёмон», с которой часто сравнивали комедию «Он сказал, она сказала», взгляд с нескольких точек преследует только развлекательные цели.
Несмотря на попытку объективно взглянуть на вопрос и дать равные права в изложении точки зрения каждой стороной, картина оказалась асимметричной, и «вообще не делает никаких выводов»[нужна атрибуция мнения]. Фильм так и не даёт ответа на основной вопрос: как же построить сбалансированные отношения и счастливый брак[нужна атрибуция мнения]. Раньше женщина зависела от мужчины экономически, а мужчина от женщины — эмоционально; однако, каким образом строить взаимоотношения полов в современном обществе, сюжет не сообщает. В нём лишь обыгрывается довольно стандартная ситуация из мелодрам в духе Шир Хайт: Дэн (мужчина) должен приспособиться к Лори (женщине), но никак не наоборот. Собственно, у картины нет и вменяемой концовки[нужна атрибуция мнения]. В итоге выясняется, что два столь различных героя не могут жить друг без друга. Тем не менее, пояснения, почему случилось именно так, авторы не дали[нужна атрибуция мнения].
Практически единственным светлым пятном для критиков стала актерская игра ведущих персонажей, хотя персонажи второго плана их совсем не поддерживали. Оуэн Глиберман (EW) остался под впечатлением от игры Элизабет Перкинс, отметив, что она неплохо справилась со сложной задачей сыграть в эксцентрической комедии. Шарм экс-подруги главного героя в исполнении Шэрон Стоун, вместе с тем, заставляет зрителя задуматься о том, что вообще заставило главного героя бросить её, и ставит под сомнение замысел всей истории.